# Theristus nidrosiensis
Theristus nidrosiensis is een rondwormensoort uit de familie van de Xyalidae.